# Allting okey
Allting okey är en låt av den svenska punkrockgruppen Noice. Den släpptes som den fjärde låten på deras album Bedårande barn av sin tid som släpptes i november 1980. Låten skrevs av sångaren/gitarristen Hasse Carlsson och keyboardisten Freddie Hansson. 
En ny version av låten släpptes som en singel 1981 och B-sidan till singeln var låten "Bedårande barn av sin tid".
"Allting okey" finns med på samlingsalbumen H.I.T.S., Flashback Number 12, Svenska popfavoriter och även albumet 17 klassiker.

## Medverkande
- Hasse Carlsson – sång/gitarr
- Peo Thyrén – elbas
- Freddie Hansson – klaviatur
- Robert Klasen – trummor

## Everything's Alright
Everything's Alright är den engelska versionen av "Allting okey". Den släpptes som en singel 1981 och B-sidan till singeln var "One Night in the Subway", den engelska versionen av deras låt "En kväll i tunnelbanan". Singeln släpptes enbart i Tyskland.

### Medverkande
- Hasse Carlsson – sång/gitarr
- Peo Thyrén – elbas
- Freddie Hansson – klaviatur
- Fredrik von Gerber – trummor